# Agelena suboculata
Agelena suboculata là một loài nhện trong họ Agelenidae.
Loài này thuộc chi Agelena. Agelena suboculata được Eugène Simon miêu tả năm 1910.